# Coppa di Germania (baseball)
La Coppa di Germania (de: DBV Pokal) era la seconda competizione di baseball per importanza in Germania dopo il campionato. Venne organizzata annualmente dalla federazione nazionale dal 1993 al 2006.

## Albo d'oro
| Anno | Vincitore              | Risultato           | Finalista              |
| ---- | ---------------------- | ------------------- | ---------------------- |
| 1993 | Mainz Athletics        | 20-6                | Karlsruhe Cougars      |
| 1994 | Mannheim Tornados      | 12-4                | Mainz Athletics        |
| 1995 | Mannheim Tornados      | girone all'italiana | München Brewers        |
| 1996 | Bonn Capitals          | girone all'italiana | Bremen Crocodiles      |
| 1997 | Regensburg Legionäre   | 16-15               | Cologne Dodgers        |
| 1998 | Paderborn Untouchables | 18-17               | Mannheim Tornados      |
| 1999 | Paderborn Untouchables | sconosciuto         | sconosciuto            |
| 2000 | Lokstedt Stealers      | 12-2                | Mainz Athletics        |
| 2001 | Cologne Dodgers        | 10-5                | Regensburg Legionäre   |
| 2002 | Regensburg Legionäre   | 10-6                | Paderborn Untouchables |
| 2003 | Regensburg Legionäre   | 9-3                 | Cologne Dodgers        |
| 2004 | Regensburg Legionäre   | 5-1                 | Mannheim Tornados      |
| 2005 | Regensburg Legionäre   | 9-1                 | Paderborn Untouchables |
| 2006 | Regensburg Legionäre   | 12-2                | Bonn Capitals          |

## Titoli per squadra
| Squadra                | Titoli | Stagioni                           |
| Regensburg Legionäre   | 6      | 1997, 2002, 2003, 2004, 2005, 2006 |
| Paderborn Untouchables | 2      | 1998, 1999                         |
| Mannheim Tornados      | 2      | 1994, 1995                         |
| Cologne Dodgers        | 1      | 2001                               |
| Mainz Athletics        | 1      | 1993                               |
| Bonn Capitals          | 1      | 1993                               |
| Lokstedt Stealers      | 1      | 2000                               |